# كريستوف غالتييه
كريستوف غالتييه (بالفرنسية: Christophe Galtier؛ 28 أغسطس 1966) هو لاعب كرة قدم فرنسي سابق لعب في مركز الدفاع. وهو المدرب الحالي ل نادي نيوم السعودي في دوري الدوري السعودي للمحترفين .
حقق لقب الدوري الفرنسي مع ناديي ليل و‌باريس سان جيرمان.
وفي موسم 2025-2026 انتقل لتدريب نادي نيوم السعودي .

## الإنجازات

### كلاعب
مارسيليا
- كأس فرنسا: الوصيف: 1986–87

### كمدرب
سانت إتيان 
- كأس الرابطة الفرنسية: 2012–13

 ليل 
- الدوري الفرنسي: 2020–21

 نيس 
- كأس فرنسا: الوصيف: 2021–22

 باريس سان جيرمان 
- الدوري الفرنسي: 2022–23
- كأس الأبطال الفرنسي: 2022

## وصلات خارجية
كريستوف غالتيير على موقع رابطة كرة القدم الفرنسية للمحترفين (الإنجليزية)
- كريستوف غالتيير على موقع قاعدة بيانات كرة القدم.إي يو (الإنجليزية)
- كريستوف غالتيير على موقع ليكيب (الفرنسية)
- كريستوف غالتيير على موقع Soccerbase.com (مدرب) (الإنجليزية)
- كريستوف غالتيير على موقع عالم كرة القدم.نت (الإنجليزية)